# Damian Browne
Pour les articles homonymes, voir Browne.

a Compétitions nationales et continentales officielles uniquement.

Dernière mise à jour le 11 juillet 2015.
Damian Joseph Browne, né le 17 mai 1980 à Galway en Irlande, est un joueur de rugby à XV qui évolue au poste de deuxième ligne. Il joue depuis 2013 avec le club français de l'US Oyonnax.

## Biographie
Damian Browne a été international des moins de 21 ans en équipe d'Irlande.
- 2004-2008 : Northampton Saints
- 2008-2011 : CA Brive
- 2011-2013 : Leinster
- 2013-2015 : US Oyonnax
- 2015 : Arrêt

En 2022 il a traversé l’océan Atlantique à la rame en 112 jours entre New-York et Galway.

## Palmarès
- Vainqueur de la Coupe d'Europe en 2012
- Finaliste du  Pro12 en 2011 et 2012
- Vainqueur du Championnat d'Angleterre de D2 en 2008